# Cormet de Roselend
Le cormet de Roselend est un col situé en France, à 1 968 mètres d'altitude, entre le massif du Beaufortain au sud et le massif du Mont-Blanc au nord, à proximité de l'Italie.

## Toponymie
Le mot « cormet » — signifiant « col » en beaufortain, un patois du savoyard — vient probablement du latin culmen signifiant « faîte » ou « sommet ».

## Géographie
Le cormet de Roselend permet de relier Beaufort via le lac de Roselend à l'ouest et Bourg-Saint-Maurice via la vallée des Chapieux au sud-est, communes toutes deux situées dans le département de la Savoie en région Auvergne-Rhône-Alpes.
Ce col est franchi, côté Beaufortain, par la route départementale 925 aménagée à la fin des années 1950 simultanément à la mise en eau du barrage de Roselend et, côté Tarentaise, par la route départementale 902 aménagée en 1970 entre Les Chapieux et le col[réf. nécessaire]. Ces accès routiers sont fermés à la circulation entre la mi-octobre et la mi-mai en raison de l'enneigement.

## Cyclisme

### Tour de France
Le cormet de Roselend est franchi au total à quinze reprises par le Tour de France. Il est classé en 1re catégorie, sauf en 2018, en 2021 et en 2025 où il est précédé par le col du Pré et classé en 2e catégorie.
| Année | Étape | Catégorie | Premier au sommet  |
| ----- | ----- | --------- | ------------------ |
| 1979  | 16e   | 1re       | Henk Lubberding    |
| 1984  | 19e   | 1re       | Francis Castaing   |
| 1987  | 22e   | 1re       | Mathieu Hermans    |
| 1992  | 13e   | 1re       | Claudio Chiappucci |
| 1995  | 9e    | 1re       | Alex Zülle         |
| 1996  | 7e    | 1re       | Udo Bölts          |
| 2002  | 17e   | 1re       | Mario Aerts        |
| 2005  | 10e   | 1re       | Laurent Brochard   |
| 2007  | 8e    | 1re       | Michael Rasmussen  |
| 2009  | 17e   | 1re       | Franco Pellizotti  |
| 2018  | 11e   | 2e        | Warren Barguil     |
| 2020  | 18e   | 1re       | Marc Hirschi       |
| 2021  | 9e    | 2e        | Nairo Quintana     |
| 2023  | 17e   | 1re       | Giulio Ciccone     |
| 2025  | 19e   | 2e        | Lenny Martinez     |

### Critérium du Dauphiné
En 2018 et 2021, comme sur le Tour de France, l'ascension est gravie sur le Critérium du Dauphiné, classé seulement en 2e catégorie car précédé du col du Pré. En 2018, Pello Bilbao passe en tête au col lors de la 6e étape. En 2021, il est franchi en tête par Lawson Craddock lors de la 7e étape.

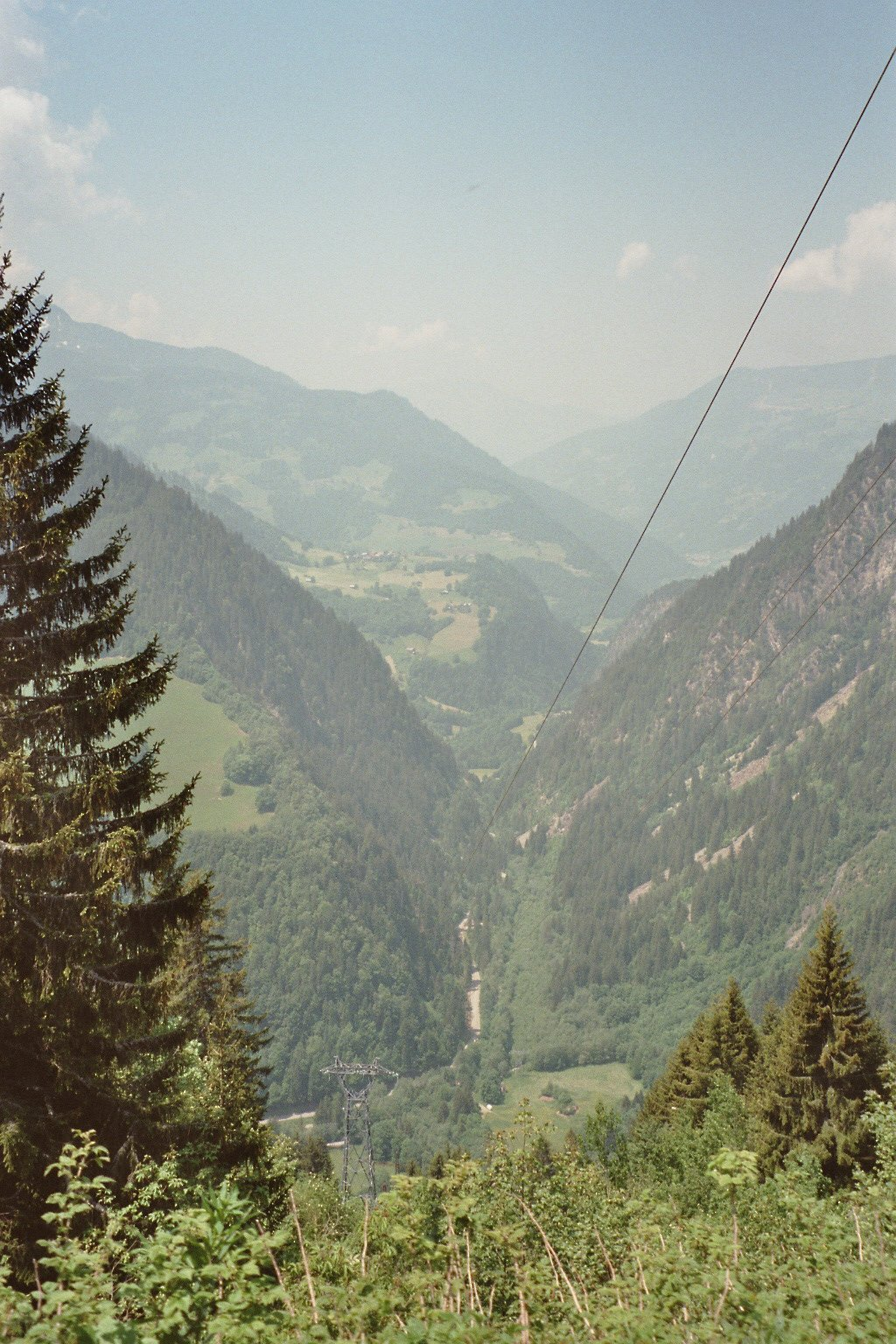
Versant ouest.
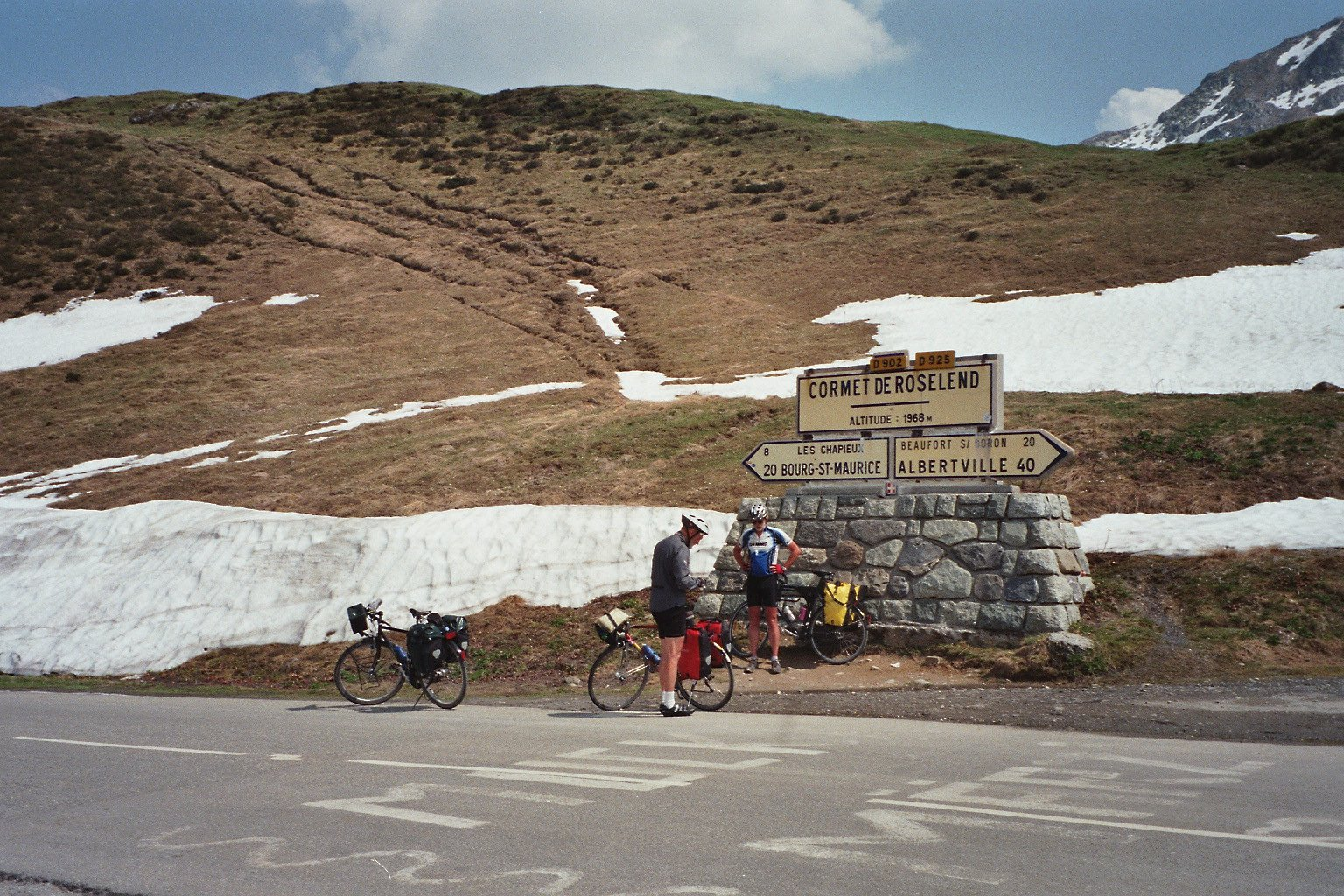
La signalétique au col.
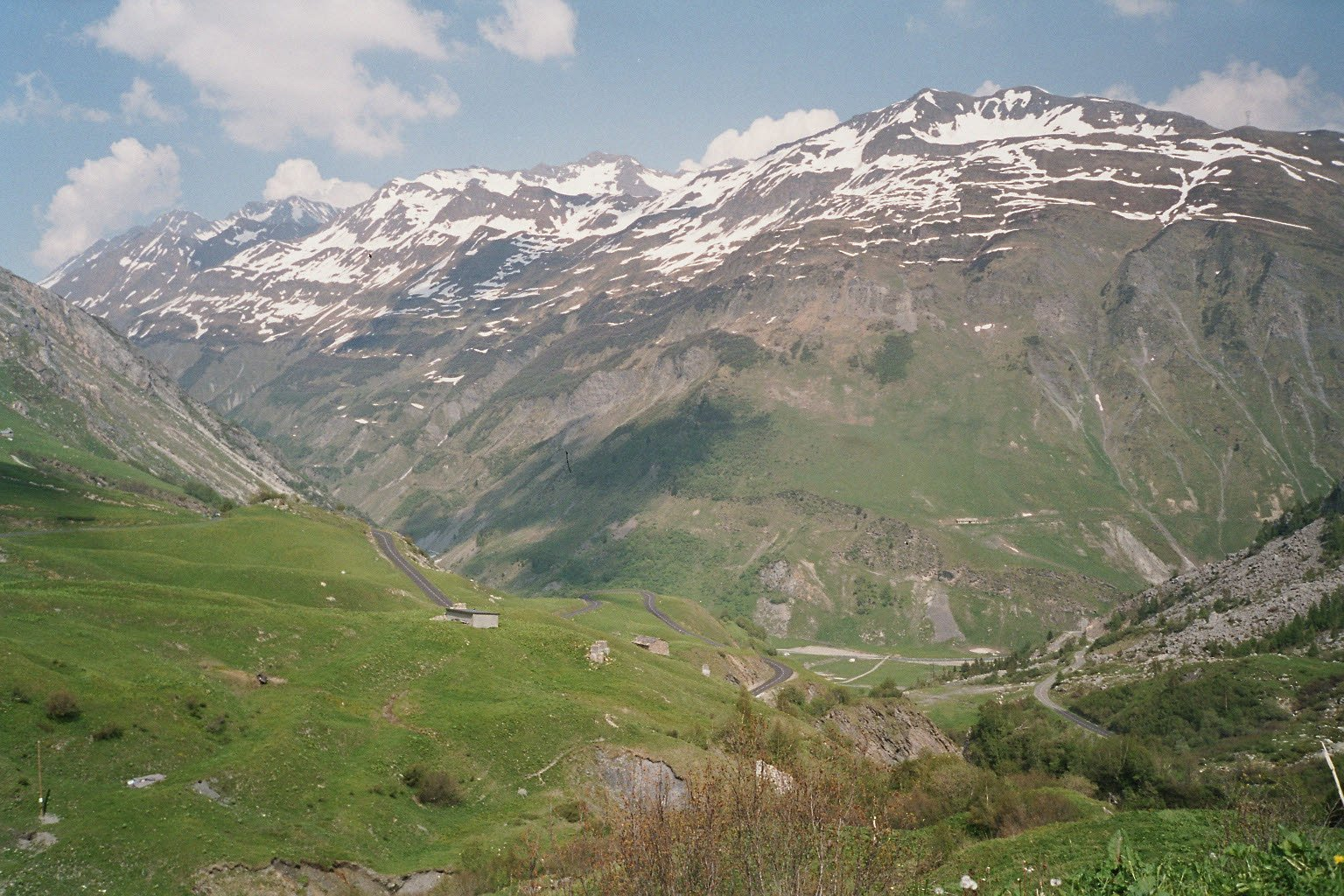
Versant est.